# Mahrla Praga
Mahrla Praga – czeski klub szachowy z siedzibą w Pradze, mistrz kraju z 2009 roku.

## Historia
Klub został założony w latach 80. przez Josefa Mahrlę. W drugiej połowie lat 90. klub grał pod nazwą sponsora, jako ŠK Dvorský. W 2000 roku zespół awansował do Extraligi. W tym okresie klub wrócił do nazwy Mahrla. W swoim inauguracyjnym sezonie w najwyższej lidze zespół zajął szóste miejsce. W sezonach 2003/2004, 2004/2005 i 2007/2008 klub zdobył wicemistrzostwo kraju. W 2009 roku Mahrla została mistrzem Czech. W sezonie 2009/2010 klub zajął drugie miejsce w lidze. W 2011 roku zespół spadł z Extraligi. W 2012 roku klub powrócił do Extraligi, jednak sezon 2012/2013 ponownie zakończył spadkiem. W 2014 roku Mahrla powróciła do Extraligi, uzyskując w sezonie 2014/2015 szóste miejsce. W 2016 roku zespół nie przystąpił do rozgrywek Extraligi.
Zawodnikami klubu byli m.in.: Krzysztof Bulski, Jurij Drozdowski, Serhij Fedorczuk, Ľubomír Ftáčnik, Grzegorz Gajewski, Helgi Áss Grétarsson, Michaił Iwanow, Vlastimil Jansa, Miloš Jirovský, Maciej Klekowski, Tomáš Likavský, Tomasz Markowski, Eduard Meduna, David Navara, Tomáš Oral, Tomáš Petrík, Ján Plachetka, Regina Pokorná, Ilja Smirin, Bartosz Soćko, Dariusz Świercz, Marcin Tazbir, Wołodymyr Tukmakow, Marek Vokáč, Jan Votava, Leonid Wołoszyn, Jurij Zezulkin i Jarosław Żerebuch.